# Geboltskirchen
Geboltskirchen è un comune austriaco di 1 414 abitanti nel distretto di Grieskirchen, in Alta Austria.